# Nicola Danti
Nicola Danti (Pelago, 6 settembre 1966) è un politico italiano, dal 2014 europarlamentare e attuale Vice-Presidente del gruppo Renew Europe in seno al Parlamento europeo.

## Biografia
Laureato nel 1993 in scienze politiche presso la facoltà Cesare Alfieri dell'Università degli Studi di Firenze con una tesi in diritto parlamentare, presiede una società di consulenza e formazione fino al 2000.
Ha una formazione scout nell'Associazione Guide e Scouts Cattolici Italiani. È padre di tre figli.
Ha raccontato i suoi primi 500 giorni da parlamentare europeo in un libro intitolato “La strada da percorrere”, uscito nel dicembre 2015. Ha poi pubblicato, nel giugno 2017, "Il sentiero stretto", una raccolta di appunti di viaggio dei suoi mille giorni da eurodeputato.
Ha pubblicato nel marzo 2019 Europa, Avanti!

## Attività politica
Esponente della Democrazia Cristiana (DC), nel 1990 viene eletto consigliere comunale del comune di Pontassieve tra le sue liste, del quale diventa poi vicesindaco dal 1995 al 1999, in quota PPI. Dal 1999 al 2004 è eletto in consiglio comunale a Pontassieve, mentre dal 2004 al 2009 è consigliere comunale per il comune di Pelago. Viene eletto presidente della Comunità montana Montagna Fiorentina nel 2002 e mantiene tale incarico sino al 2008.
Nel corso della sua attività amministrativa è stato membro di associazioni di rappresentanza degli enti locali come UNCEM e ANCI.
Nel 2002 aderisce a La Margherita di Francesco Rutelli, lista elettorale che divenne partito raccogliendo il PPI, Rinnovamento Italiano di Lamberto Dini e I Democratici di Arturo Parisi, dove nel 2004 diventa coordinatore provinciale di Firenze succedendo a Matteo Renzi e mantenendo l'incarico fino a febbraio 2007.
Diventa consigliere regionale il 24 luglio 2007, facendo parte della commissione Agricoltura, della commissione speciale adempimenti statutari e nuovo regolamento del consiglio e vicepresidente della commissione d'inchiesta sull'emergenza abitativa.
Alle elezioni regionali in Toscana del 2010 è stato rieletto nella lista del Partito Democratico nella circoscrizione di Firenze. Dal 2010 al 2014 ha presieduto la quinta commissione del consiglio regionale “Istruzione, formazione, beni e attività culturali”. Come consigliere regionale della Toscana è stato primo firmatario della legge regionale n. 70/09 “Interventi di sostegno alle coppie impegnate in adozioni internazionali” e della legge n. 84/09 “Disposizioni per lo svolgimento dei soggiorni didattico educativi in Toscana”.
Durante le primarie del centro-sinistra "Italia. Bene Comune" per la scelta del candidato alla Presidenza del Consiglio è stato responsabile del coordinamento dei comitati di Matteo Renzi per la Regione Toscana. Dal 2013 al 2017 è membro della direzione nazionale e portavoce della segreteria regionale toscana del Partito Democratico. Dal 2017 al 2019 fa parte della Commissione nazionale di garanzia del Partito democratico.

### Parlamentare Europeo
Nell'aprile 2014 è candidato per il Partito Democratico nella circoscrizione Italia centrale alle elezioni europee del 25 maggio 2014. Con 80.100 voti è il quinto in lista e viene eletto parlamentare europeo.
È stato membro del gruppo dell'Alleanza Progressista dei Socialisti e dei Democratici al Parlamento europeo. È prima vicepresidente, poi coordinatore per il gruppo dei Socialisti e Democratici della commissione Mercato interno e protezione dei consumatori (IMCO), e membro sostituto della commissione Commercio internazionale (INTA). È inoltre membro della delegazione per le relazioni con il Mercosur, membro della delegazione per le relazioni col Brasile, membro della delegazione all'Assemblea parlamentare euro-latinoamericana e membro sostituto della commissione d'inchiesta del Parlamento europeo sulla misurazione delle emissioni nel settore automobilistico (EMIS).
In commissione Mercato interno e tutela dei consumatori è stato, tra le altre cose, relatore del regolamento sulla Sorveglianza del mercato e la conformità dei prodotti; relatore del Programma relativo al mercato unico, alla competitività delle imprese e alle statistiche europee; relatore per l'Agenda europea per l'economia collaborativa; relatore ombra della direttiva sulla sicurezza delle reti informatiche; relatore del parere sull'ENISA, l’agenzia dell’Unione europea per la cibersicurezza; relatore ombra del parere sul regolamento relativo al "Piano di investimenti Juncker"; relatore del parere sulla possibile estensione delle indicazioni geografiche ai prodotti non agricoli.
Come deputato europeo si è inoltre impegnato a favore della tutela del Made in Italy e la promozione delle produzioni di qualità italiane ed europee, in particolare le eccellenze agroalimentari, negli accordi commerciali negoziati a livello europeo. Si è espresso a sostegno del CETA (l'accordo commerciale con il Canada) e dell'accordo di partenariato economico con il Giappone.
Per partecipazione ai voti, è il decimo eurodeputato più presente in Europa, terzo in Italia, con una percentuale del 99,58%.
Si ricandida alle elezioni europee del 2019 con il PD nella circoscrizione Italia Centrale. Con 53.435 preferenze si piazza in sesta posizione non venendo rieletto. Dopo la scelta di Pietro Bartolo di optare per la circoscrizione Italia insulare e l'entrata di Roberto Gualtieri all'Europarlamento, diventa primo dei non eletti. Il 5 settembre 2019 subentra a Gualtieri al parlamento europeo, dopo le dimissioni di questi poiché nominato ministro nel governo Conte II.
Il 20 ottobre 2019 annuncia la sua adesione a Italia Viva, il nuovo partito di Matteo Renzi. Il 12 febbraio 2020 lascia l'Alleanza Progressista dei Socialisti e dei Democratici, gruppo politico cui afferiscono gli europarlamentari del PD, per aderire a Renew Europe, gruppo centrista dei liberali europeisti. L'11 dicembre 2020 viene annunciata la sua adesione, a titolo personale, al Partito Democratico Europeo, a cui aderirà ufficialmente anche il suo partito nel dicembre 2021. Il 19 ottobre 2021 viene eletto vicepresidente del gruppo Renew Europe.